# Fructoborate de calcium
Le fructoborate de calcium est le sel de calcium du composé organoboré appelé fructoborate, et de formule structurale Ca[(C6H10O6)2B]2. 
On le trouve naturellement dans certaines plantes, et il est également fabriqué et consommé comme complément alimentaire,.  